# Ivesia santolinoides
Ivesia santolinoides är en rosväxtart som beskrevs av Asa Gray. Ivesia santolinoides ingår i släktet Ivesia och familjen rosväxter. Inga underarter finns listade i Catalogue of Life.